# سالی کلارک (ورزشکار)
سالی کلارک (انگلیسی: Sally Clark؛ زادهٔ ۱۱ آوریل ۱۹۵۸) سوارکار اهل نیوزیلند است.